# Озу (кратер)
Озу (лат. Auzout) — кратер на видимому боці Місяця, біля південно-східного краю Моря Криз. Названий на честь французького астронома та фізика Адрієна Озу (1622–1691). Ця назва була затверджена Міжнародним астрономічним союзом у 1961 році.
Розмір цього кратера — 30×34 км, а глибина — близько 3,85 км. Він має помітно неправильну форму. На його дні є зсуви, а в центрі — кілька пагорбів. Координати його центру — 10°13′ пн. ш. 64°01′ сх. д. / 10.21° пн. ш. 64.01° сх. д. На південному сході він межує з меншим кратером Ван Альбада. За 30 км на північний захід від Озу починається Море Криз.

## Сателітні кратери
Ці кратери, розташовані в околицях Озу, носять його ім'я з доданням великої латинської літери.

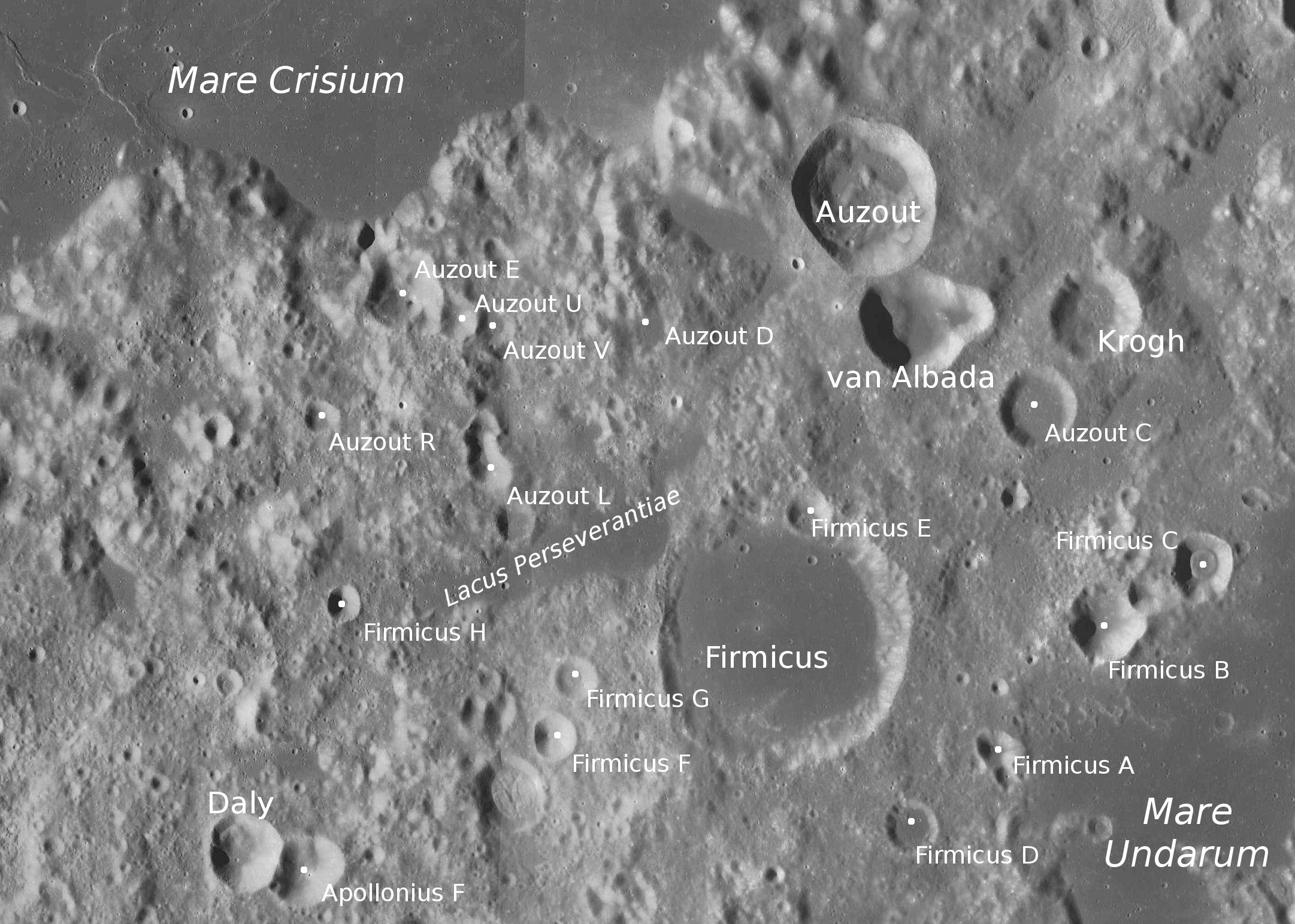
Околиці кратера Озу

| Озу | Координати                                              | Діаметр, км |
| --- | ------------------------------------------------------- | ----------- |
| C   | 8°47′ пн. ш. 65°16′ сх. д. / 8.79° пн. ш. 65.27° сх. д. | 17          |
| D   | 9°21′ пн. ш. 62°26′ сх. д. / 9.35° пн. ш. 62.43° сх. д. | 12          |
| E   | 9°34′ пн. ш. 60°40′ сх. д. / 9.57° пн. ш. 60.66° сх. д. | 17          |
| L   | 8°20′ пн. ш. 61°18′ сх. д. / 8.34° пн. ш. 61.30° сх. д. | 8           |
| R   | 8°42′ пн. ш. 60°02′ сх. д. / 8.70° пн. ш. 60.04° сх. д. | 8           |
| U   | 9°23′ пн. ш. 61°03′ сх. д. / 9.39° пн. ш. 61.05° сх. д. | 8           |
| V   | 9°20′ пн. ш. 61°19′ сх. д. / 9.34° пн. ш. 61.31° сх. д. | 8           |